# AllGame
AllGame (antiga All Game Guide) foi uma base de dados on-line comercial sobre jogos eletrônicos. A empresa fez parte do grupo All Media Guide. O site foi descontinuado em 2014.